# Гамма (затемнення)

Гамма центрального повного затемнення.

Гамма (позначається як γ) затемнення описує положення тіні Місяця або Землі відносно небесного тіла, яке вона закриває під час затемнення, відповідно Землі і Місяця. Відстань, що вимірюється в момент, коли вісь конуса тіні проходить найближче до центру Землі чи Місяця, виражається як частка екваторіального радіусу Землі. Для сонячного затемнення позитивне значення гамми означає, що вісь тіні Місяця проходить на північ від центра Землі. Для місячного затемнення позитивний знак означає, що вісь тіні Землі проходить на південь від центра Місяця. Для сонячних затемнень визначальною є та півкуля Землі, яка повністю освітлена Сонцем. Вона змінюється відповідно до пори року і безпосередньо не пов'язана з положенням полюсів та екватора. Отже, при визначення гамми центром Землі вважаємо ту точку, де Сонце перебуває в зеніті.
Діаграма ілюструє гамму сонячного затемнення: червона лінія позначає найменшу відстань від центра землі до осі конуса місячної тіні[уточнити], в нашому випадку близько 75% радіуса Землі. Оскільки тінь Місяця проходить на північ від центра Землі, то гамма в цьому прикладі дорівнює +0,75.

## Граничні умови сонячних затемнень на Землі
Модуль гамми (позначається як |γ|) дозволяє визначити тип затемнення:
- Якщо |γ| дорівнює 0, то вісь конуса тіні проходить точно між північною і південною половинами освітленої Сонцем півкулі Землі, коли вона проходить над центром.
- Якщо |γ| менший від 0,9972, то затемнення називається центральним. Вісь конуса тіні проходить крізь Землю, а отже існує область, звідки диск Місяця можна побачити прямо перед диском Сонця. Центральне затемнення поділяють на повне і кільцеподібне. Якщо вершина конуса місячної тіні ледве досягає поверхні Землі, то тип може змінюватися від повного до кільцеподібного і навпаки. Це називається гібридним затемненням або кільцеподібне-повне.
- Якщо |γ| у межах від 0,9972 до 1,0260, то вісь конуса тіні проходить повз Землю. Але оскільки тінь місяця поблизу Землі мають не нульову ширину, то її частина може в деяких випадках доторкатися до полярних регіонів Землі. Таке затемнення називається нецентральним повним чи кільцеподібним.
- Якщо |γ| у межах від 0,9972 до 1,0260 і не відбуваються події описані вище, або якщо |γ| більше 1,0260, але менше приблизно 1,55, то затемнення часткове. Землю перетинає лише півтінь.[2]
- Якщо |γ| більше приблизно 1,55, то затемнення повністю відсутнє на Землі.

Якби Земля була б сферою, то верхня межа гамми для центрального затемнення становила б 1,0. Однак, Земля сплюснута на полюсах, тому південний і північний полюси будуть трохи коротші, і гамма становить 0,9972.
Сонячне затемнення 29 квітня 2014 року, гамма якого 0,9999, є особливим випадком кільцеподібного, але не центрального затемнення. Вісь конуса тіні ледве проходила повз південний полюс Землі, а отже на поверхні Землі не було такої області, де центри сонячного і місячного дисків збігалися б.
Наступне нецентральне відбудеться аж 9 квітня 2043 року. 

## Граничні умови місячних затемнень
- Якщо |γ| дорівнює 0, то центр Місяця проходить рівно через вісь земної тіні.
- Якщо |γ| нижче 0,2725, то місячне затемнення є центральним.
- Якщо |γ| у межах від 0,2725 до 0,47, то місячне затемнення повне.
- Якщо |γ| у межах між 0,43 та 1,026, то місячне затемнення часткове.
- Якщо |γ| у межах від 0,9871 до 1,0254, то місячне затемнення повне пів тіньове.
- Якщо |γ| у межах від 1,026 до приблизно 1,55, то місячне затемнення пів тіньове, а Місяць перетинає лише півтінь Землі.
- Якщо |γ| більше приблизно 1,55, то затемнення не відбувається.